# Liste de ponts de Madagascar
Cet article liste des ponts et viaducs à Madagascar.

## Liste

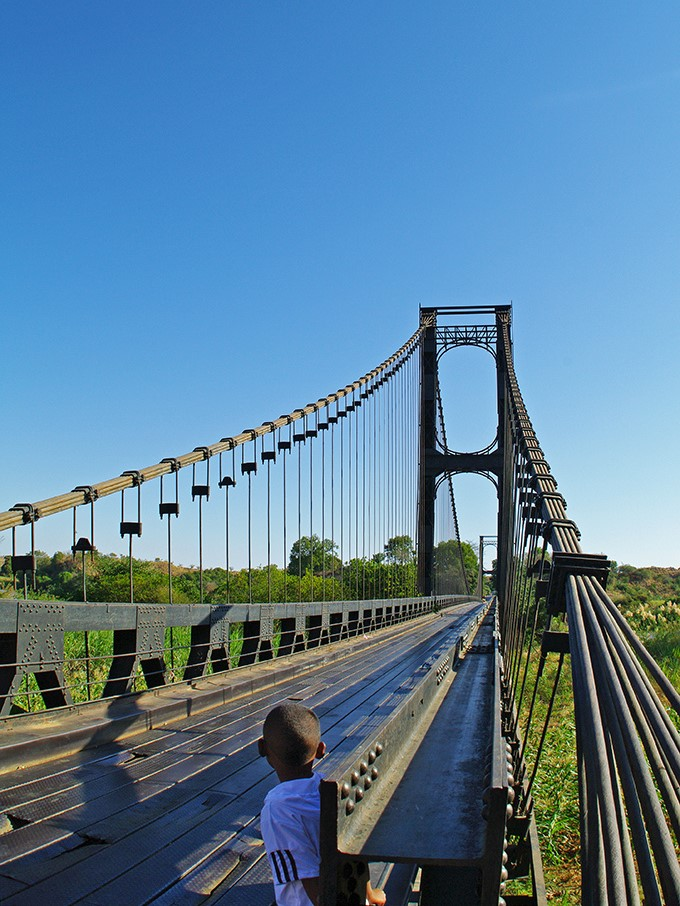
Pont de Kamoro.

| Nom                               | Portée | Longueur | Type           | Route sur      | Année | Lieu                                           | Région    | Ref.   |
| --------------------------------- | ------ | -------- | -------------- | -------------- | ----- | ---------------------------------------------- | --------- | ------ |
| Pont de Kamoro                    | 206 m  | 262 m    | Suspendu       | N 4 Mahajamba  | 1934  | Antanambazaha 16° 27′ 38,9″ S, 47° 10′ 07,5″ E | Boeny     | ,      |
| Nouveau pont de Kamoro            | 206 m  | 265 m    | Suspendu       | N 4 Mahajamba  | 2017  | Antanambazaha 16° 27′ 38,5″ S, 47° 10′ 07,4″ E | Boeny     | ,      |
| Pont de Mananjary                 | 159 m  | 196 m    | Suspendu       | N 25 Mananjary | 1934  | Mananjary 21° 13′ 06″ S, 48° 13′ 58,9″ E       | Vatovavy  | ,      |
| Pont de Bemarivo                  | 140 m  |          | Pont en arc    | N 5a Bemarivo  | 1964  | Nosiarina 14° 12′ 11″ S, 50° 03′ 06,2″ E       | Sava      | ,.     |
| Pont de Lokoho                    | 140 m  | 174 m    | Pont en arc    | N 5a Lokoho    | 1964  | Farahalana 14° 26′ 00,2″ S, 50° 09′ 25,2″ E    | Sava      | ,.     |
| Pont de Betsiboka détruit en 1942 | 130 m  |          | Suspendu       | N 4 Betsiboka  | 1934  | Maevatanana 16° 56′ 16,4″ S, 46° 56′ 58,9″ E   | Betsiboka | ,      |
| Pont de Fanambana                 | 120 m  | 195 m    | Pont à haubans | N 5a Fanambana | 1964  | Fanambana 13° 32′ 43,8″ S, 49° 59′ 14,5″ E     | Sava      | ,      |
| Pont de Tsingy                    |        |          | Suspendu       | Piétonnier     |       | Antsalova 19° 01′ 03,4″ S, 44° 46′ 28,2″ E     | Melaky    | [ 17 ] |